# Colonia 2 de Septiembre
Colonia 2 de Septiembre är en ort i Mexiko, tillhörande kommunen Melchor Ocampo i delstaten Mexiko. Colonia 2 de Septiembre ligger i den centrala delen av landet och tillhör Mexico Citys storstadsområde. Orten hade 3 656 invånare vid folkmätningen 2010. 2020 hade befolkningen ökat till 4 428.